# Nyssodrysternum instabile
Nyssodrysternum instabile är en skalbaggsart som beskrevs av Monné 1992. Nyssodrysternum instabile ingår i släktet Nyssodrysternum och familjen långhorningar. Inga underarter finns listade i Catalogue of Life.